# Boecillo
Boecillo település Spanyolországban, Valladolid tartományban. Boecillo Laguna de Duero, Tudela de Duero, Aldeamayor de San Martín, La Pedraja de Portillo, Viana de Cega és Valladolid községekkel határos. Lakosainak száma 4357 fő (2024).

## Népesség
A település népessége az utóbbi években az alábbiak szerint változott:
| Lakosok száma | 1740 | 2327 | 2999 | 3538 | 3928 | 3989 | 4104 | 4206 | 4304 | 4357 |
|               | 2001 | 2004 | 2007 | 2009 | 2012 | 2014 | 2017 | 2019 | 2022 | 2024 |